# Milwaukee Youth Symphony Orchestra
Milwaukee Youth Symphony Orchestra (MYSO) je instituce v Milwaukee v americkém státě Wisconsin, která poskytuje klasické hudební vzdělání a výuku ve hře na hudební nástroje. Byla založena v roce 1956 a patří k největším svého druhu v USA.

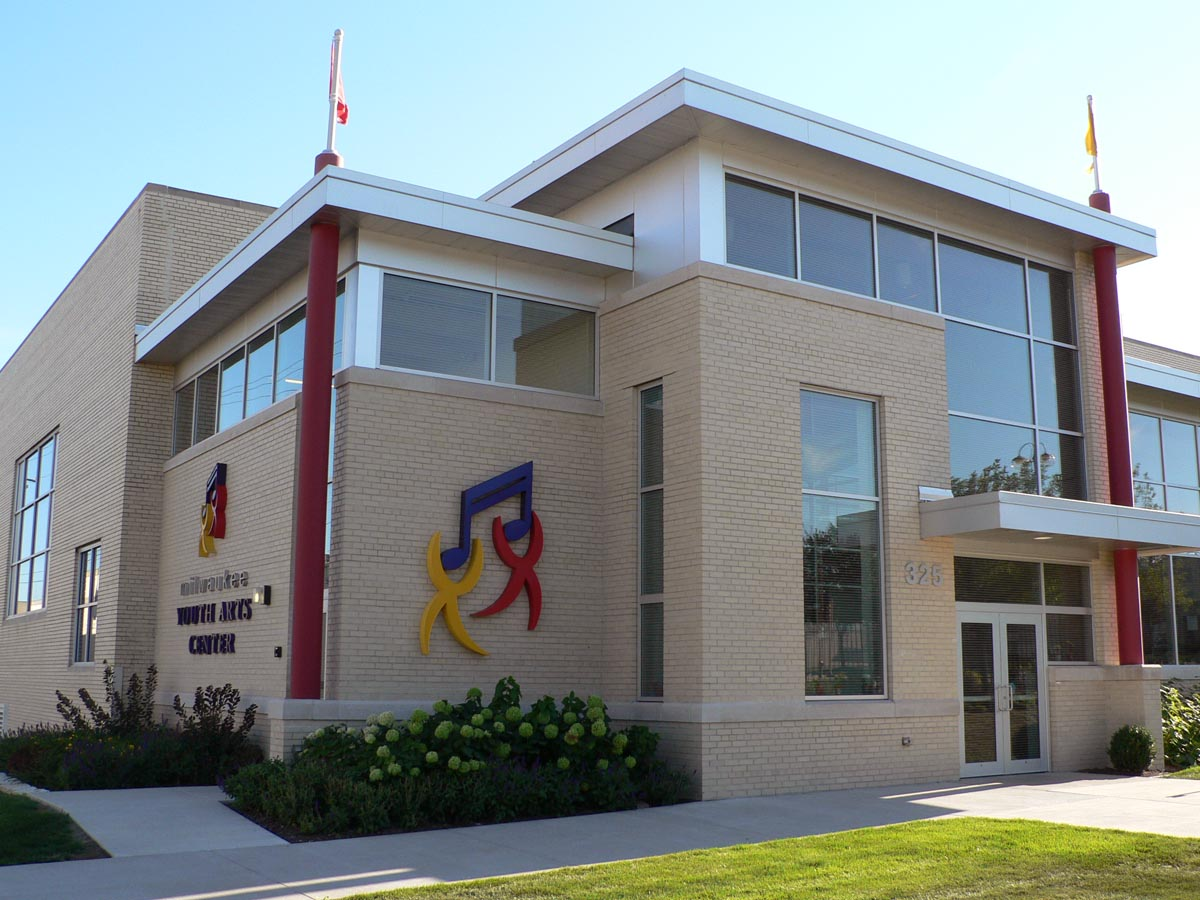
Milwaukee Youth Arts Center, sídlo instituce

## Historie a současnost
Od založení do současnosti prošlo vzdělávacím programem MYSO více než 900 mladých hudebníků. V roce 2005 se MYSO přestěhoval do budovy Milwaukee Youth Arts Center, budovy se 17 000 m2 užitkové plochy, která poskytuje dostatečné množství zkušeben a učeben. Sídlí zde rovněž First Stage Children’s Theater, který studentům poskytuje pěvecké a taneční výukové programy. V roce 2008 získal MYSO cenu guvernéra státu Wisconsin za příspěvek v oblasti uměleckého vzdělávání.
MYSO provozuje několik hudebních uskupení: dva symfonické orchestry (Senior Symphony, Philharmonia), pokročilý komorní orchestr, jeden velký a čtyři malé přípravné smyčcové orchestry, dvě flétnová koncertní uskupení, dechovou kapelu a kapelu bicích nástrojů. MYSO poskytuje rovněž jazzové výukové programy.
Umělecká vedoucí symfonických orchestrů je od roku 1987 Margery Deutsch, absolventka seminářů mj. u Leonarda Bernsteina a Seiji Ozawy. Jejím asistentem je Shelby Keith Dixon.
V červenci 2012 podnikl Senior Symphony, v němž hrají nejlepší studenti, turné po Evropě. Koncertoval v Teplicích, Praze a ve Vídni.